# Герб сельского поселения Итомля
Герб муниципального образования сельское поселение «Итомля» Ржевского района Тверской области Российской Федерации — опознавательно-правовой знак, служащий официальным символом муниципального образования.
Герб утверждён решением Совета депутатов сельского поселения «Итомля» № 84 от 8 июня 2011 года.
Герб внесён в Государственный геральдический регистр Российской Федерации под регистрационным номером 6902.

## Описание герба
«В серебряном поле лазоревый крест, обременённый золотой горящей свечой в таковом же подсвечнике и сопровождённый четырьмя лазоревыми с золотыми сердцевинами цветками льна».
Герб сельского поселения «Итомля», в соответствии с Законом Тверской области от 28 ноября 1996 года № 45 «О гербе и флаге Тверской области» (статья 7), может воспроизводиться в двух равно допустимых версиях:
— без вольной части;
— с вольной частью — четырёхугольником, примыкающим изнутри к верхнему краю герба сельского поселения «Итомля» с воспроизведёнными в нем фигурами из гербового щита Тверской области.
Герб сельского поселения «Итомля», в соответствии с Методическими рекомендациями по разработке и использованию официальных символов муниципальных образований (Раздел 2, Глава VIII, п.п. 45-46), утверждёнными Геральдическим советом при Президенте Российской Федерации 28.06.2006 года, может воспроизводиться со статусной короной установленного образца.

## Обоснование символики
Герб языком символов и аллегорий отражает исторические и культурные особенности сельского поселения «Итомля».
Название центра сельского поселения — деревни Итомля и самого муниципального образования получило от реки Итомля. Название это досталось от древних народов. Сохранившееся древнее название свидетель тому, что славянские поселенцы, пришедшие сюда в конце первого тысячелетия нашей эры и древние финно-угоры и балты стали добрыми соседями. И в настоящее время река стала своеобразной связующей нитью, протекая по территории всех сельских округов, объединённых в единое муниципальное образование. В гербе река образно отражена голубым цветом.
Символика подсвечника с горящей свечой в гербе сельского поселения «Итомля» многозначна:
горящая свеча — символ света знания, просвещения и познания — обязана мистификации, созданной пенсионером из деревни Мологино Антонином Аркадьевичем Раменским в 1960—1980-е годы. Как рассказывал Раменский, его предки — учительская династия Раменских — якобы учительствовали в Мологине на протяжении нескольких веков, а его дальний предок Андриан Раменский, «выходец из болгар, получивший образование в Греции», будто бы открыл «школярню» в Москве в 1449 году. Современные исследователи показывают, что рассказ об учительской династии Раменских, о великих свершениях её представителей и их знакомстве с Пушкиным и семьёй Ульяновых представляют собой вымысел А. А. Раменского. Несмотря на это, уже в 2011 году муниципальными депутатами был утверждён флаг с описанием, где история Раменских принимается за чистую монету.
 — пламя свечи — это также аллегория духовности, символ духовного света. Очень давно, согласно преданиям здесь проживали святые отцы — старцы. Затем Иосиф Волоцкий перевёз их в свой Волоколамский монастырь. История деревянной церкви теряется в веках. Каменная Церковь была построена в 1836 году во имя Покрова Пресвятой Богородицы, символика свечи дополнена фигурой креста.
Основой экономического развития на протяжении многих лет является сельское хозяйство, специализация которого льноводство, отражена в гербе цветками льна. Местные жители достигали больших успехов в своём деле, и знаменитые «маляковские звенья» по льну, помнят до сих пор.
Голубой цвет — символ духовности, чести, возвышенных устремлений; цвет водных просторов и бескрайнего неба
Серебро — символ чистоты, совершенства, мира и взаимопонимания.
Золото — символ урожая, богатства, стабильности, уважения и интеллекта.
Герб разработан Союзом геральдистов России.
Герб создан авторским коллективом: идея герба — Константин Мочёнов (Химки), художник и компьютерный дизайн — Оксана Афанасьева (Москва); обоснование символики — Кирилл Переходенко (Конаково)